# جيمس دبليو. ميرفي
جيمس دبليو. ميرفي (بالإنجليزية: James W. Murphy)‏ هو تاجر وفلاح وشخصية أعمال وسياسي أمريكي، ولد في 27 سبتمبر 1852. حزبياً، نشط في الحزب الديمقراطي. وقد انتخب عضو جمعية ولاية ويسكونسن وانتخب عضو مجلس ولاية ويسكونسن.